# Tonny van Lierop
Antoine Robert Onslow van Lierop, detto Tonny (Vught, 9 settembre 1910 – Blaricum, 31 marzo 1982), è stato un hockeista su prato olandese, di ruolo difensore, vincitore del bronzo olimpico a Berlino 1936 disputando cinque partite.

## Palmarès
- Giochi olimpici

Berlino 1936: bronzo.